# Новодонецька селищна територіальна громада
Новодонецька селищна територіальна громада — територіальна громада в Україні, у Краматорському районі Донецької області, з адміністративним центром у селищі міського типу Новодонецьке.

## Загальна інформація
Площа території — 284,8 км², населення громади — 10 855 осіб, з них: міське населення — 5 734 особи, сільське — 5 121 особа (2020 р.).

## Населені пункти
До складу громади увійшли смт Новодонецьке, села Весела Гора, Іверське, Катеринівка, Криниці, Курицине, Куроїдівка, Новоіверське, Новопавлівка, Новопетрівка, Новосамарське, Новосергіївка, Самійлівка, Спасько-Михайлівка, Степанівка, Федорівка, Шевченко, Шостаківка та селища Новоявленка, Самарське.

## Історія
Створена у 2020 році, відповідно до розпорядження Кабінету Міністрів України № 721-р від 12 червня 2020 року «Про визначення адміністративних центрів та затвердження територій територіальних громад Донецької області», шляхом об'єднання територій та населених пунктів Новодонецької селищної ради Добропільської міської ради та Веселогірської, Іверської, Криничанської, Спасько-Михайлівської, Степанівської сільських рад Олександрівського району Донецької області.